# Рын-пески
Рын-пески́ (или Рыны, Рын пустыня, Нарын-пески от каз. Нарын құмы — узкий песок) — песчаные пустынные массивы и бугры (барханы) в Прикаспийской низменности, расположенные на водоразделе рек Волги и Урала. Занимают площадь около 40 тыс. км². Образовались при перевеивании озёрных и речных песков.

## Описание
Пустыня отчасти покрыта травами и кустарниками. Для Рын-песков свойственны суховеи и пыльные бури. Пресные воды залегают относительно неглубоко.
Пески начинаются у села Хан Ордасы Западно-Казахстанской области Казахстана, которое ими сильно занесено, и от него идут на юго-восток полосой от 21 до 43 км в ширину и до 160 км в длину. Все это море песков или барханов представляет собой местами довольно высокие холмы, до 13 м высоты, состоящие из совершенно чистого, красновато-жёлтого цвета песка, содержащего в себе морские раковины.
Поверхность сложена отложениями хвалынского и хазарского возрастов, которые подстилаются слабодислоцированными пермо-триасовыми осадочными породами. В рельефе преобладают мелкобугристые и бугристо-барханные полузакреплённые пески. Выделяются массивы Батпайсагыр, Теректикум, Жаманкум, Орда, Бозанай, Косдаулет, Ментеке. Северо-восточную часть занимает урочище Камыс-Самар.
Климат континентальный. Средние температуры января от −10,4 до −12,2 °C, июля 34,9—34,5 °C. Среднегодовое количество осадков 214—246 мм. Мощность снежного покрова не превышает 10 см. Испаряемость в 5—6 раз превышает атмосферные осадки. Характерны суховеи и пыльные бури. Поверхностный сток отсутствует. Пресные грунтовые воды залегают на глубине 1,5—2 м. Весной часть паводковых вод рек Караозен и Сарыозен проникает по отдельным протокам в пределы Рын-песков.
На светло-бурых почвах растут жузгун, астрагал, тамариск, полынь, житняк и др. В понижениях среди песчаных бугров встречаются небольшие рощи из тополя, ольхи, осины. Обитают суслик, заяц, тушканчик. На территории Рын-песков организован Ординский геоботанический заказник.

## История
В XIX веке Рын-пески для жителей ближайших губерний являлись синонимом Букеевской Орды.
В 1887 году был выработан план для образования лесничества в Рын-песках, из урочищ Джаскус и Кандагаш, с площадью в 16 895 га, а в остальных песках было решено усилить надзор для предупреждения истребления оставшейся древесной растительности от существовавшего некогда в этой местности леса.

## В литературе
- Рынь-пески упоминаются в повести Николая Лескова «Очарованный странник».